# شهر دهدشت
شهر دهدشت مربوط به دوره صفوی است و در دهدشت، بافت قدیم شهر واقع شده و این اثر در تاریخ ۲۷ مرداد ۱۳۶۴ با شمارهٔ ثبت ۱۶۸۹ به‌عنوان یکی از آثار ملی ایران به ثبت رسیده است.